# Gurgesiella
Genre
Gurgesiella est un genre de raies.

## Liste des espèces
- Gurgesiella atlantica (Bigelow et Schroeder, 1962)
- Gurgesiella dorsalifera McEachran et Campagno, 1980
- Gurgesiella furvescens de Buen, 1959